# 香港歲月情
《香港歲月情》（英語：Somedays in Hong Kong），為香港亞洲電視一個的資訊性電視節目，逢星期六晚上22:25/22:30於亞洲電視本港台播出，於2008年5月10日起首播，每集大約30分鐘（連廣告），主持為蔡誌恩，每集均介紹不同年代的香港文化和特色。
目的是為觀察搜集新舊思維下的香港特質，讓大家以不同的角度去認識香港。

## 各集主題
| 播放日期       | 集次 | 節目主題及講述內容     | 嘉賓             | 收視 |
| -------------- | ---- | ---------------------- | ---------------- | ---- |
| 2008年5月10日  | 01   | 《愛上李小龍的三代人》 | 施介強、李小龍迷 | 3    |
| 2008年5月17日  | 02   | 《照相館》             | 吳文正、影樓行業 | 3    |
| 2008年5月24日  | 03   | 《婚婚中需要妳》       | 陳鳳冰、歐惠芳   | 4    |
| 2008年6月7日   | 04   | 《梨園經．夢》         | 阮兆輝、劉惠鳴   | 3    |
| 2008年6月14日  | 05   | 《馬姐與外傭》         | 白韻琴、馬姐外傭 | 3    |
| 2008年6月21日  | 06   | 《獲獲相傳》           | 廚師             | 5    |
| 2008年6月28日  | 07   | 《髮內情》             | 黃家慶、髮型師   | 1    |
| 2008年7月5日   | 08   | 《懸壺有價》           | 徐龍望、醫生     | 4    |
| 2008年11月8日  | 09   | 《播音人》             | 陳任紀念特輯     | 3    |
| 2008年11月15日 | 10   | 《香港製造》           | 吳文正           | 3    |
| 2008年11月23日 | 11   | 《師傅好野》           |                  |      |
| 2009年7月5日   | 13   | 《Catwalk俏佳人》      |                  | 2    |

## 外部連結
- 亞洲電視官方網站 - 香港歲月情